# Ларри Лафер
Ларри Лаффер (англ. Larry Laffer) — главный герой серии приключенческих игр Leisure Suit Larry. Создатель Ларри и серии игр о нём — программист и разработчик компьютерных игр Эл Лоу.

## Биография
Согласно своему создателю, Лоренс (Ларри) Лафер всю жизнь был занудным ботаником и в конце концов стал программистом. Он жил с матерью и братом, никогда не был в близких отношениях с друзьями, женщинами или коллегами, и каждый его день был похож на предыдущий. Когда ему было около 38, его разум забил сексуальную тревогу и Ларри впервые стали посещать скоромные мысли: он начал читать журналы для взрослых и уже не мог сконцентрироваться на работе. Из-за этого вся прежняя жизнь полетела кувырком — его уволили с работы, а когда он пришёл домой, то обнаружил, что его дом продан, а мать уехала в отпуск.
Ларри принял решение перевернуть эту страницу жизни; он всё бросил и решил начать вести разгульную жизнь. Он направился в Лост Вейгас (англ. Lost Wages — «растраченная получка», намёк на Лас-Вегас), где, будучи фанатом 70-х и до сих пор считая, что стиль 70-х — это «круто», он покупает полиэстеровый костюм (англ. leisure suit) и золотой медальон на цепочке. Свой «Фольксваген Жук» он продаёт на свалку за $94, и оказывается у «Бара Лефти», где и начинается Ларри в выходном костюме в краю праздных ящерок, первая игра серии.
По ходу шести игр серии Ларри теряет девственность, дважды женится (и его дважды бросают), становится героем тропического острова «Неночь» (англ. Nontoonyt) и наконец встречает свою вторую половину — Пылкую Патти (англ. Passionate Patti, в некоторых играх ей управляет игрок). В последних играх серии Патти отсутствует и Ларри опять одинок в своих похождениях. Поклонников сериала всегда интересовало, что произошло с Патти, и почему в Ларри 6 герой опять один. «Официальная книга Ларри в выходном костюме» (англ. The Official Book Of Leisure Suit Larry), написанная между выходом Ларри 6 и Ларри 7, даёт понять, что в этот период Ларри и Патти всё ещё поддерживают отношения. Дальнейшая её судьба неизвестна.

«Цирконовый Джим» Лафер прапрадедушка Ларри Лафера из игры Фредди Фаркас, фармацевт на Диком Западе.

В ещё одной игре от Эла Лоу, Фредди Фаркас, фармацевт на Диком Западе один из второстепенных персонажей — «Цирконовый Джим» Лафер (англ. «Zircon Jim» Laffer) — является прапрадедушкой Ларри. Он тоже считает себя сердцеедом и тоже фанат 70-х (только 1870-х, поскольку действие игры происходит в XIX веке).

## История создания

### Имя
В процессе создания первой игры серии перед разработчиками встала проблема выбора имени главного героя (игра основана на Softporn Adventure, в которой главного героя по имени не называли). Сошлись на том, что героя следует назвать в честь одного из агентов по продажам компании, по имени Джерри (его фамилию Лоу никогда не называл), который, возвращаясь из командировок, заходил в студии похвастаться о своих достижениях. Джерри воображал себя великим ловеласом, и сотрудники постоянно шутили по этому поводу. Создатели игры решили, что характер Джерри идеально совпадает с характером персонажа будущей игры, и решили «отдать ему должное», назвав героя «Джерри».
Однако они посчитали нетактичным назвать комического персонажа именем знакомого, и имя «Джерри» превратилось в созвучное ему «Ларри», в честь известного юриста Ларри Х. Паркера (Larry H. Parker), друга детства Эла Лоу. Лоу оставалось выбрать фамилию, и он, помня про другие слова на букву «L» в названии (Leisure Suit Larry), стал просматривать энциклопедию на литеру «L». Там он наткнулся на статью «Артур Лаффер» (Arthur Laffer), которая привлекала его внимание, поскольку то, как звучит англ. Laffer, напомнило ему англ. laugher, «насмешник, хохотун».
Артур Лаффер много лет не подозревал о существовании серии игр, пока Лоу не прислал ему письмо с просьбой разрешить использовать его фамилию в названии нового программного продукта «Лаффер утилиты» (англ. The Laffer Utilities, сопутствующий товар для «Ларри в выходном костюме», смущавший покупателей своим амбициозным названием, на самом деле представляет собой несколько относительно забавных утилит под Windows). Лаффер спросил свою секретаршу, знает ли она об играх, и та ответила, что играет в них несколько лет, но никогда не видела никакой связи с фамилией начальника. Лаффер дал согласие и даже посетил студию Сьерра.

### Персонаж

Спрайтовые инкарнации Ларри в играх серии

Персонаж Ларри рассматривается некоторыми как символ мужского шовинизма, поэтому Лоу вынужден был объяснять, что Ларри — это сатирическое изображение такого типа мужчин, а отнюдь не пример для подражания. Кроме того, на пути к (весьма призрачному) успеху у женщин Ларри постоянно испытывает моральные (а иногда и физические) страдания и унижения (что, по мнению многих, и составляет основную суть игр), что делает затруднительным восприятие его в качестве образцового героя.
Исходно Ларри представлял собой обычный 16-цветный спрайт, хотя на коробке с игрой он был изображён в виде мультяшного персонажа с большими треугольными головой и носом. По мере совершенствования компьютерных технологий появилась возможность изобразить Ларри более детально, хотя при этом пришлось ориентироваться на уже знакомый пользователю по обложке образ. Отсюда и большой нос героя: по словам Лоу, хотя в первой игре нос был обозначен всего одним пикселем, он получался огромным относительно остального спрайта, у авторов был выбор между большим носом главного героя и его отсутствием.
Когда технологии позволили озвучивать персонажей (Leisure Suit Larry 7: Love for Sail!, Leisure Suit Larry’s Casino, а также CD-версия Leisure Suit Larry 6 и маленький предварительный 3D-ролик отменённого Ларри 8), за Ларри говорил актёр озвучивания Ян Рэбсон (англ. Jan Rabson).